# Chrono Cross
Chrono Cross (яп. クロノ・クロス Куроно Куросу) — японская компьютерная ролевая игра, разработанная компанией Square и вышедшая на приставке Sony PlayStation 18 ноября 1999 года в Японии и 15 августа 2000 года в США. Игра не является непосредственным продолжением всемирно известной Chrono Trigger, но связь между этими играми очевидна. Chrono Cross была разработана, в основном, сценаристом и директором Масато Като и программистами, работавшими над Chrono Trigger, включая художественного директора Ясуюки Хоннэ и звукорежиссёра Минору Акао. Композитор Ясунори Мицуда написал саундтрек для Chrono Cross, а Нобутэру Юки создал персонажей.
Действие игры разворачивается в вымышленном мире на архипелаге Эль Нидо (англ. El Nido, яп. エルニド, Элнидэ), к западу от материка, где происходили события Chrono Trigger. На этот раз главное действующее лицо — юноша из небольшого рыбацкого посёлка по имени Серж (англ. Serge, яп. セルジュ, Сэрудзю), который попал в параллельный мир, где события развивались иначе, чем в его мире. Здесь и начинаются приключения Сержа. Таким образом, в игре фигурируют два мира — Родной, откуда родом Серж, и Иной. Главному герою предстоит долгое путешествие, пока он, наконец, не узнает всю правду о своём прошлом и о том, почему он оказался в другом измерении.
Chrono Cross получила высокие оценки критиков. Game Rankings, основываясь на мнении 39 обозревателей, присвоил игре общую оценку в 92,28 %. Продажи игры составили более 1,5 миллионов копий по всему миру, а в Японии она была включена в издание Ultimate Hits. Кроме того, было выпущено подарочное издание «Millennium Edition», включающее в себя календарь, часы и диск с музыкой из игры. В июле 2011 года в Японии Chrono Cross был переиздан для PlayStation Network; в США переизданная версия вышла через четыре месяца.

## Игровой процесс
В Chrono Cross игрок управляет небольшим отрядом (максимум из трёх человек), в котором обязательно присутствует главный герой — Серж (англ. Serge, яп. セルジュ, Сэрудзю). Перемещение по карте мира осуществляется так же, как и во многих других JRPG — либо пешком, либо на лодке (в нескольких случаях — по воздуху). Вид в игре всегда только от третьего лица. С карты мира, соответственно, можно заходить в различные локации — города, леса и пещеры, перемещаться по которым игрок может совершенно свободно, за исключением ситуации, когда доступ к определённому месту невозможен по сюжету. Игрок может также свободно путешествовать по всей карте мира, но доступ к ряду локаций открывается только после некоторого этапа игры (или только на короткое время).

Карта мира, игрок перемещается на лодке

Графика в Chrono Cross заметно улучшилась по сравнению с Chrono Trigger. Все битвы стали трёхмерными, а в остальных случаях используются 3D модели и отрендеренный двумерный фон. Игрок также может взаимодействовать со всеми персонажами в локациях; количество дополнительных квестов заметно возросло. В Chrono Cross предусмотрено использование специальных предметов: например, чтобы переместиться в параллельный мир, необходимо использовать Астральный амулет в определённом месте.
Монстры в игровых локациях теперь живут своей жизнью, то есть, битва начинается не случайным образом, а либо по сюжету (например, битва с боссом), либо при приближении игрока к монстру. Кроме того, монстр может даже выпрыгнуть из засады на отряд Сержа.
В Chrono Cross отсутствует одна важная для RPG деталь — у персонажей нет уровня развития. За каждое выигранное сражение члены отряда получают несколько очков здоровья, защиты и других параметров, а при победе над боссом игрок получает «звезду». Эти «звёзды» можно использовать для призыва в битве могучих существ.

### Битва
Система сражения также претерпела значительные изменения, по сравнению с Chrono Trigger — предыдущей игрой серии. При встрече с врагом, отряд переносится на отдельное «поле битвы». Битва происходит в пошаговом режиме, для каждого персонажа доступны следующие команды: Атаковать (англ. Attack), Элемент (англ. Element), Защита (англ. Defend), Убежать (англ. Run Away). Убитого в сражении персонажа можно воскресить; если погибли все члены отряда, то игра заканчивается (за исключением ситуаций, когда это предусмотрено сюжетом). Если игрок чувствует, что противник ему не по силам, то практически всегда можно убежать, использовав соответствующую команду Run away.
После каждой битвы параметры персонажа, такие как атака и защита, повышаются на несколько единиц. После нескольких битв параметры героев прекращают расти до следующей битвы с боссом. Как было упомянуто ранее, у персонажей нет уровня развития, но за каждую победу над боссом отряд получает «звезду», позволяющую использовать Элемент призыва.

### Выносливость и физическая атака
У каждого персонажа в битве есть показатель выносливости, который снижается с каждым его действием. На начало битвы каждый персонаж имеет семь пунктов выносливости, за ход он может сделать определённое количество действий, например, несколько раз атаковать противника, либо атаковать и использовать Элемент — аналог заклинания. Выносливость постепенно восстанавливается, когда персонаж стоит в защите или когда ходят его соратники или враги. Те персонажи, у которых выносливость опускается ниже единицы, должны подождать, пока она восстановится. Использование Элементов снижает выносливость на семь пунктов, то есть, она может принять отрицательное значение.
Физическая атака в Chrono Cross имеет три степени урона: слабый удар, умеренный удар, сильный удар. Эти удары, в свою очередь, имеют определённую точность — слабый удар самый меткий, а сильный имеет наименьшую точность. Кроме того, сила наносимых ударов связана с выносливостью персонажа. Таким образом, можно нанести либо несколько слабых ударов, либо один сильный.

В битве игрок может использовать команды Атака, Элемент, Защита и Убежать. В верхнем левом углу отображено «поле Элементов»

### Магическая атака

#### Элементы
В Chrono Cross нет магии как таковой — её замещает система Элементов, которая похожа на «материю» из Final Fantasy VII. Элементы заменяют также потребляемые предметы и специальные способности персонажей. Для использования в битве Элементы необходимо экипировать в специальную «сетку» Элементов. Некоторые Элементы можно использовать не только в битве — они называются расходными (то есть, использовать их можно ограниченное количество раз) и лечат персонажей, либо снимают различные отрицательные статусы. Один и тот же Элемент нельзя присвоить двум персонажам одновременно, если в инвентаре он только один. Если же в инвентаре находится два одинаковых Элемента, то их, соответственно, можно добавить в сетку Элементов двум персонажам (или два — одному и тому же). В результате использования такой системы, у персонажей нет очков магии (англ. magic points), как во многих других RPG. Элементы можно покупать в специальных магазинах, находить в сундуках или же получать за победу над монстрами.
Размер и форма сетки Элементов уникальны для каждого персонажа. Сетка представляет собой некоторое количество ячеек, расположенных в виде таблицы. Столбец представляет собой один уровень, максимальный — восьмой. Каждый Элемент может быть экипирован только на несколько определённых уровней, в зависимости от его силы. Например, запись «3±1» означает, что Элемент можно поместить на 2, 3 и 4 уровни. Более высокий уровень означает более мощное действие Элемента: таким образом, Элемент, помещённый на 4 уровень будет сильнее, чем аналогичный Элемент, помещённый на 3. Со временем сетка Элементов растёт, её максимальный уровень увеличивается.
Элементы делятся на шесть попарно противоположных сущностей или цветов: белый (свет/космос) — чёрный (тьма/гравитация), зелёный (природа/ветер) — жёлтый (молния/земля), красный (огонь/магма) — синий (вода/лёд). Каждый персонаж в игре также имеет врождённый (англ. innate) цвет, по которому можно понять его сущность. Таким образом, персонаж, использующий Элемент своего цвета, усиливает его действие; при этом персонаж получает больше урона от Элемента противоположного цвета.
Кроме того, в Chrono Cross есть так называемый «эффект поля». «Поле» запоминает использованные в битве Элементы (его индикатор находится в левом верхнем углу экрана). Если три последних использованных Элемента были одного цвета, то Элементы этого цвета будут усилены, а противоположного — ослаблены. Также при одноцветном «поле» можно использовать Элемент призыва (англ. Summoning Element) того же цвета. Этот Элемент призывает могучее существо, которое способно в корне изменить ход сражения. Надо заметить, что персонажи могут использовать Элементы призыва только своего цвета. Использование этого Элемента требует одной «звезды», которую можно получить за победу над боссом.

#### Техники
У каждого персонажа в Chrono Cross есть три уникальные способности 3, 5 и 7 уровней соответственно, которые называются техники (англ. techs). Эти способности могут быть самыми разными: нанести противнику урон, вылечить своих союзников, усилить их защиту, попытаться украсть предмет у противника или на время вывести его из строя. Большая часть этих способностей открывается по мере развития персонажа и роста его сетки Элементов, но некоторые способности игрок должен найти сам либо выполнив дополнительный квест, либо победив определённого монстра. Некоторые персонажи также могут комбинировать свои техники с другими героями, намного усиливая эффект.

### Путешествие между мирами
В игре существуют два параллельных мира (немного похожих на временные периоды в Chrono Trigger). Игрок постоянно перемещается между ними, выполняя квесты, получая новых персонажей в отряд или более совершенное снаряжение. Одинаковые персонажи из разных миров зачастую в чём-то различаются (например, в одном мире девушка из Арни пишет стихи, а в другом мире уже давно забросила это занятие); некоторые члены отряда даже могут встречаться со своими двойниками в другом мире. Зачастую игроку приходится искать предметы или места, существующие только в одном мире. Кроме того, события в одном мире иногда влияют на события в другом, что позволяет получить нового персонажа или выполнить задание.
Перемещаться между мирами можно только через червоточину на пляже Опасса, в которую случайно попадает Серж в самом начале игры. Перемещение может осуществлять только он сам с помощью Астрального амулета.

### «Новая игра+» и альтернативные концовки
Ещё одна отличительная черта Chrono Cross — возможность начать «Новую игру+» и посмотреть альтернативные концовки. Как и в Chrono Trigger, после прохождения игры можно начать её заново, загрузив данные прошлой игры. Таким образом, найденные предметы и некоторые выученные техники, а также полученные персонажи исчезают, но их основные параметры остаются прежними. В «Новой игре+» игрок может увидеть двенадцать альтернативных концовок. Концовка будет зависеть от периода игры, во время которого игрок победит последнего босса. Другими словами, сразиться с Пожирателем времени можно практически в любой момент игры — Серж начинает игру с ключевым предметом, позволяющим попасть непосредственно к финальному боссу.

## Сюжет

### Персонажи

Серж, главный герой игры — 17-летний юноша из рыбацкой деревушки Арни

В Chrono Cross существует 45 доступных для выбора персонажей, хотя изначально планировалось создать 64. Для их создания команда разработчиков приложила большие усилия, придумывая прототипы и уникальные черты характера. Многие персонажи говорят с уникальным акцентом. Для североамериканской версии разработчики создали систему, которая преобразует имеющийся текст и создаёт акцент на основе базовой реплики.
Каждый персонаж имеет сущность (тьма, свет, природа, земля, огонь, лёд) и три уникальные техники, которые он со временем изучает. Персонажи могут встречаться со своими двойниками в противоположном мире (если они есть), многие связаны с ключевыми сюжетными сценами игры. Так как получить всех персонажей за одно прохождение невозможно, игрокам придётся начать игру заново, чтобы увидеть другой вариант развития событий. Для этого можно использовать «Новую игру+».
По сюжету, главный герой игры — Серж (англ. Serge, яп. セルジュ, Сэрудзю), 17-летний юноша из небольшой рыбацкой деревни Арни (англ. Arni, яп. アルニ, Аруни). Однажды во время прогулки по пляжу его затягивает в Иной мир через внезапно открывшуюся червоточину. Серж узнаёт, что в Ином мире он утонул 10 лет назад. Он решает выяснить, что с ним случилось, и почему его затянуло в Иной мир. Таким образом, он отправляется в долгое путешествие, в конце которого ему предстоит спасти свою планету. Сержу помогает девушка Кид (англ. Kid, яп. キッド, Киддо) — энергичная и опытная воровка. Она, по непонятным для Сержа причинам, ищет загадочный артефакт — Замёрзшее пламя. Кид является приёмной дочерью Лукки (англ. Lucca, яп. ﾙｯｶ, Рукка), героини из Chrono Trigger, которую убил Линкс (англ. Lynx, яп. ヤマネコ, Яманэко) много лет назад. С тех пор Кид жаждет отомстить ему. Линкс, жестокий агент суперкомпьютера Судьба (англ. FATE, яп. フェイト, Фэито), изо всех сил пытается найти Сержа, хотя юноша не знает, для чего. В итоге, ему удаётся получить тело Сержа; в дальнейшем выясняется, что это часть плана Судьбы по захвату Замёрзшего пламени. Линкс путешествует вместе с Арле (англ. Harle, яп. ツクヨミ, Цукуёми), загадочной девушкой-арлекином. Впоследствии выясняется, что Бог драконов (англ. Dragon God, яп. 龍神) отправил её шпионить за Линксом и при первой же возможности украсть Замёрзшее пламя. Арле приходится играть роль злодейки, чтобы не быть раскрытой — она сражается против Сержа, помогает Линксу манипулировать драгунами Акации (солдатами, охраняющими порядок в Эль Нидо).
Серж и Кид проникают в особняк Вайпера — вымышленную резиденцию генерала Вайпера (англ. Viper, яп. 蛇骨, Дзякоцу) и главную базу драгунов — в поисках Замёрзшего пламени. Им помогает, в зависимости от выбранного варианта развития событий, известный музыкант Никки (англ. Nikki, яп. スラッシュ, Сурассю), самопровозглашённый герой Пьер (англ. Pierre, яп. ピエール, Пиэру) или таинственный маг Гуил (англ. Guile, яп. アルフ, Аруфу). Тем не менее, друзья не находят в особняке Замёрзшего пламени и, в итоге, им приходится убегать от драгунов и Линкса, жаждущего поймать Сержа.
Впоследствии драгуны помогают команде Сержа, когда в Эль Нидо вторгается нация Порр под руководством Норриса (англ. Norris, яп. イシト, Исито), который тоже ищет Замёрзшее пламя.

### История
История Chrono Cross разворачивается на вымышленном тропическом архипелаге Эль Нидо (англ. El Nido, яп. エルニド, Элнидэ), населённом как людьми — коренными жителями и иммигрантами с материка — так и звероподобными разумными существами, «полулюдьми». Действие игры происходит в 1020 году нашей эры по вымышленному летоисчислению, через несколько лет после событий Chrono Trigger. Серж, главный герой игры, проваливается в червоточину между мирами и оказывается в другом измерении. Здесь он встречает девушку-воровку Кид. В поисках легендарного артефакта — Замёрзшего пламени — они проникают в особняк Вайпера, где Серж узнаёт, что Вселенная разделилась на два параллельных мира. В одном — Ином мире — он утонул десять лет назад, а в другом — Родном — остался жив. С помощью Астрального Амулета Кид, Серж может путешествовать между мирами.
В конце концов, Серж попадает в форт Драконию, где преследующий его Линкс — человекообразная пантера — устраивает Сержу ловушку и с помощью артефакта под названием «Слеза дракона», меняется с ним телами. Кид, не заметившая подмены, доверяется Линксу в теле Сержа, и он ранит её кинжалом. Беспомощный побеждённый Серж ничего не может сделать, и Линкс отправляет его в загадочное вневременное место под названием Мироворот. Линкс промывает мозги Кид, заставляет поверить, что Серж (в теле Линкса) — её заклятый враг. Тем временем Сержу удаётся выбраться из Мироворота с помощью загадочной девушки Арле. Он обнаруживает, что соединяющая миры червоточина перекрыта и решает вернуть своё тело, а также выяснить, почему произошло разделение миров десять лет назад. Серж отправляется в таинственное Мёртвое Море — застывшую во времени область Эль Нидо, наполненную руинами из далекого будущего. Здесь он встречает человека по имени Мигель (отец его подруги Лины, как он выясняет в дальнейшем). Он, а также призраки Хроно, Лукки и Марл, персонажей из Chrono Trigger, которые охраняют Мертвое Море по заданию глобальной системы, суперкомпьютера, который называется Судьба. Они объясняют Сержу, что факт его существования обрекает Родной мир на полное уничтожение. Пытаясь защитить Замёрзшее пламя, Судьба уничтожает Мёртвое Море, но команду Сержа неожиданно спасает Небесный дракон, один из шести Богов-драконов Эль Нидо.
Вернувшись в Иной мир, Серж объединяется с драгунами Акации против империи Порр, вторгшейся на архипелаг, и находит Слезу дракона, с помощью которой он возвращает своё тело, в буквальном смысле перерождаясь. Затем юноша попадает в Море Эдема, эквивалент Мёртвого Моря в этом измерении, где находится институт изучения времени, называемый Хронополис (англ. Chronopolis, яп. クロノポリス, Куронопорису). Линкс и Кид уже внутри; Сержу удаётся победить его и Судьбу, дав возможность шести драконам Эль Нидо захватить Замёрзшее пламя и перенести его в башню Терра — гигантское сооружение, поднятое со дна моря. Кид падает без сознания, а Арле навсегда прощается с командой Сержа и улетает с драконами. Затем Серж получает меч Масамунэ, который фигурировал ещё в Chrono Trigger. Сила меча позволяет ему спасти Кид и вывести её из комы. Затем, с помощью драконьих артефактов и осколков Слезы дракона, он создаёт мистический элемент Хроно Кросс, являющийся результатом смешения шести основных сутей.
В башне Терра Сержа встречает пророк времени, который оказывается Бальтазаром, персонажем из Chrono Trigger. Серж узнаёт, что Судьба искусственно создала Эль Нидо через несколько тысяч лет после неудачного эксперимента, который привёл к катастрофе и отбросил институт времени в прошлое. Новый, неизвестный объект в истории создал дисбаланс, который привёл к появлению ещё одного объекта из другого измерения. Так, по сюжету, появился Динополис, вымышленный город драконийцев — потомков рептилий из Chrono Trigger. Между людьми и драконийцами началась война, в результате которой Хронополис поработил Динополис. Люди захватили их повелителя — Бога драконов — существо, которое могло повелевать силами природы.
Они разделили сущность Бога Драконов на шесть частей — шесть Драконов — и создали систему Элементов (сутей). Затем Судьба произвела терраформирование архипелага Эль Нидо, стёрла память большинству работников института и отправила их заселять новую землю. Тысячи лет спустя, пантера напала на трёхлетнего Сержа. Его отец, Вазуки, повёз мальчика в Марбул, где его могли вылечить, но лодка сбилась с курса из-за сильного магнитного шторма, вызванного Шалой. Шала, принцесса королевства Зиль, в ходе событий прошлой игры серии оказалась за пределами привычного пространства-времени — во Тьме вне времён — и начала медленно сливаться с Лавосом, побежденным героями Chrono Trigger и также отброшенным в Тьму вне времён. Шторм, вызванный Шалой, отключил систему защиты Хронополиса и позволил Сержу взаимодействовать с Замёрзшим пламенем. Таким образом, он излечился, но душа его отца была порабощена Судьбой. В результате сбоя, система защиты Хронополиса выдала Сержу наивысший уровень доступа, присвоив ему статус «Арбитр». Это привело к тому, что Судьба оказалась отрезанной от Замёрзшего пламени и не могла черпать его энергию. Драконы Эль Нидо — части единого Бога драконов — узнали об этом и создали седьмого дракона под прикрытием магнитного шторма, назвав его Арле. Она манипулировала Линксом, чтобы достать Замёрзшее пламя для Драконов.
После того, как Серж вернулся домой, Судьба отправила Линкса, чтобы тот убил мальчика, надеясь, что тогда блокировка системы безопасности будет снята. Десять лет спустя после смерти Сержа, девушка-воровка Кид, вероятно по приказу Бальтазара, отправилась назад во времени, чтобы спасти юношу. Это и привело к разделению миров. Судьба, вновь лишившаяся доступа к Замёрзшему пламени, знала, что однажды Серж попадёт в Иной мир, и подготовилась, чтобы поймать его. Линкс поменялся телами с Сержем, чтобы обойти биометрическую проверку системы безопасности Хронополиса и получить доступ к Пламени. Бальтазар впоследствии объясняет, что всё это — часть плана под названием «Проект Кид», который он замыслил.
Далее по сюжету игры, Серж поднимается на вершину башни Терра и побеждает Бога драконов, который вновь слился в единое целое из шести сутей. Затем он отправляется на пляж Опасса, где и появилась червоточина между мирами. Здесь он вновь встречает призраков Хроно, Лукки и Марл. Они объясняют ему, что план Бальтазара состоял в освобождении принцессы Шалы с помощью Сержа, чтобы она и Лавос не слились в единое существо — Пожирателя времени, — способное поглотить всё пространство-время. Лукка объясняет, что Кид — это клон принцессы Шалы, отправленный в будущее для участия в «проекте Кид». Серж использует Яйцо времени, которое ему дал Бальтазар, чтобы попасть во Тьму вне времён и уничтожить там Пожирателя времени, отделив Шалу от Лавоса, а затем воссоединить два измерения в одно. В конце концов, Шала отправляет Сержа домой, подчёркивая, что он забудет обо всех своих приключениях. Она записывает всё, что случилось, в свой дневник, где можно также заметить фото, на котором Серж и Кид женятся.
В финальных титрах можно увидеть Кид из реальной жизни, которая ищет кого-то в современном городе. Неопределённая концовка позволяет делать лишь предположения о том, как сложилась дальнейшая жизнь героев.

### Связь с Radical Dreamers
В Chrono Cross присутствуют сюжетные арки, персонажи и события, связанные с Radical Dreamers, предыдущей игрой серии Chrono, выпущенной для Satellaview в Японии. Эта игра сделана в жанре визуального романа и является дополнением истории Chrono Trigger, раскрывающим некоторые незавершённые сюжетные линии. Хотя Chrono Cross и заимствует некоторые темы из Radical Dreamers, эта игра не является ремейком своего предшественника — по сути, сюжеты этих двух игр противоречат друг другу. Чтобы разрешить проблему продолжения сюжета Radical Dreamers, разработчики Chrono Cross указали, что действие игры разворачивается в другом измерении. Важным различием между двумя играми является то, что Магуса — фигурировавшего в Radical Dreamers под именем Гил — нет в Chrono Cross. Сценарист Масато Като планировал, что Магус появится замаскированным под именем Гуил, но отказался от этой идеи из-за сложностей с разработкой сюжета.

## Разработка игры
Компания Square начала работу над Chrono Cross сразу после выпуска Xenogears в 1998 году. Масато Като, сценарист Chrono Trigger, разрабатывал идеи для продолжения игры ещё с 1996 года. Менеджеры Square подобрали разработчиков, пригласив также продюсера Хиромити Танаку, и попросили Масато Като написать сценарий и руководить всей командой по разработке новой игры серии Chrono в духе Radical Dreamers. Като и Танака решили создать продолжение, жёстко не привязанное к сюжету игры-предшественницы. Они подтвердили, что Square скоро переиздаст Chrono Trigger как часть сборника Final Fantasy Chronicles, что даст возможность игрокам узнать сюжет Trigger перед тем, как играть в Cross. Като понимал, что создание нового сюжета и персонажей поможет игрокам, не игравшим в предыдущую игру серии быстрее разобраться в Chrono Cross. Команда разработчиков решила не брать за основу идею путешествий во времени, так как это «не соответствовало бы сюжету предыдущей игры серии». Масато Като был уверен, что «нет смысла делать игру, похожую на предыдущую». Он и Хиромити Танака затем объяснили:

Мы хотели создать не продолжение Chrono Trigger, а новую игру серии Chrono, которая связана с предыдущими. Да, платформа изменилась; некоторые моменты также сильно изменились, по сравнению с прошлыми играми. Но я считаю, что цель создания Chrono Cross — сделать новую игру Chrono, используя самые передовые на данный момент технологии. Я никогда не хотел просто взять систему из Trigger и портировать её на PlayStation. Поэтому я уверен, что Cross — это именно Cross, а не Trigger.— Масато Като

Создавая серию игр, можно сохранять базовую систему, постепенно улучшая её по мере выхода новых игр, но нашей задачей было создать совершенно новый мир и переработать старую систему. При создании Chrono Cross мы пытались взять некоторую часть идеи из Chrono Trigger, но, при этом, сделать новую игру, давая игрокам новые впечатления. Такой подход обоснован, во-первых, переходом на другую платформу — от SNES к PlayStation. Нашей задачей было разработать игру, используя максимум производительности консоли, возможный на тот момент. Я глубоко убеждён, что игры, созданные с подобным подходом, будут инновационными.— Хиромити Танака

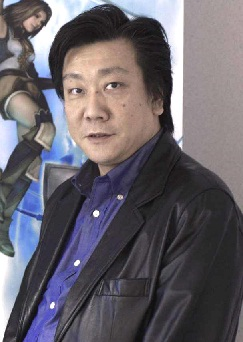
Хиромити Танака, продюсер игры

Основная работа над Chrono Cross началась в середине 1998 года. К этому моменту команда разработчиков насчитывала 80 человек, не считая 10-20 второстепенных художников и около 100 тестировщиков. Команда ощущала определённое давление, так как должна была создать игру, не уступающую Chrono Trigger — творению Команды мечты, в которую входил известный мангака Акира Торияма. Като и Танака наняли Нобутэру Юки для дизайна персонажей и Ясуюки Хоннэ в качестве художественного директора. Изначально сценаристы предполагали создать небольшую игру и планировали, что в процессе игры можно будет подружиться с любым персонажем в городе и взять его в отряд. Разработчики придумывали архетипы и уникальные черты характера, предполагая создать 64 персонажа с различными вариантами концовки для каждого. Като впоследствии описывал процесс создания героев: «Возьмём, например, Пьера: сначала мы хотели создать взбалмошного лже-героя, как Тата из Chrono Trigger. Мы также думали, что должны создать хотя бы одну „могучую маму“, ну, и так далее». По мере разработки игры, длительность Chrono Cross увеличивалась, и сценаристам пришлось сократить число персонажей до 45 и отказаться от большей части альтернативных концовок. Чтобы не тратить слишком много времени на написание уникальных диалогов с акцентами, свойственными для разных персонажей, Киёси Ёсии — один из членов команды — создал систему, которая автоматически изменяет основной текст, добавляя акцент для определённых персонажей.
В Chrono Cross также была изменена система боя — разработчики ввели шкалу выносливости и Элементы. Масато Като хотел создать систему, которая позволила бы игрокам получать достаточно опыта без участия во множестве однообразных битв (то есть систему, которая не требует долгой и скучной прокачки героев). Хиромити Танака сравнил использование Элементов с карточной игрой, надеясь, что игроки почувствуют полный контроль над течением битвы. Като планировал, что действие игры будет разворачиваться на небольшом архипелаге, так как перемещение по большой карте мира, с учётом параллельных миров, могло бы показаться игрокам сложным. Для создания локаций разработчики моделировали их в 3D, а затем искали наилучший угол для рендеринга. Программисты не использовали никаких уже существующих программ или наработок для создания игры; они написали собственную систему. Другим нововведением было использование кода с переменной кадровой частотой для ускорения или замедления всех действий в игре (такая возможность даётся игроку в качестве бонуса после прохождения игры), а также «чтение диска с переходом» для быстрого доступа к данным.
Масато Като написал основной сюжет игры, оставив работу над второстепенными событиями и персонажами другим сценаристам. Иногда им с трудом удавалось связать второстепенный сюжет с основным из-за сложности идеи параллельных миров. Като подтвердил, что в Cross за основу взята тема параллельных миров, а также судьба принцессы Шалы, о которой ему не удалось рассказать в Chrono Trigger. Показывая в финальных титрах Кид из реальной жизни, которая кого-то ищет, он пытается дать понять игрокам, что разные варианты развития будущего, разные возможности есть и в их собственной жизни, что это «не окончится… с завершением игры». В дальнейшем он добавил: «Перефразируя слова одного известного писателя, важно не сообщение, которое ты хочешь донести, или тема, а как то, как это представлено в игре. Даже в Cross самый важный вопрос был намерено оставлен без ответа». Законченный сюжет Като описал как «тип истории, в которой мальчик встречает девочку» с немного запутанными событиями. Square рекламировала игру, выпустив короткую демоверсию первой главы, включенную в издание игры Legend of Mana. Официальный выпуск игры в Японии состоялся 18 ноября 1999 года. Перевод Chrono Cross для североамериканской версии занял три месяца, а отладка — ещё два. Ричард Ханивуд совместно с Като переписал некоторые диалоги, чтобы они лучше воспринимались англоязычными игроками. Он также добавил игру слов в некоторых диалогах и переработал их, чтобы англоязычные игроки смогли лучше понимать японские шутки.

## Музыка
Музыку для Chrono Cross написал композитор-фрилансер Ясунори Мицуда, ранее работавший над Chrono Trigger. Директор Масато Като самолично нанял Мицуду, сказав, что игре требуются «мелодии Chrono». Като хотел, чтобы в игре был «привкус юго-восточной Азии, смешанный с мелодиями других стран, таких как Греция»; Мицуда, в первую очередь, основывался на культурных веяниях Старого Света, включая кельтскую музыку, мелодии Средиземноморья, Фаду и африканские барабанные ритмы. Мицуда так описывал источники своего вдохновения: «Все мои мелодии взяты из реальной жизни. Я люблю подобную творческую деятельность». Чтобы подчеркнуть тему параллельных миров, он окрасил музыку Родного и Иного миров в мажорные и минорные тона соответственно, надеясь, что игроки почувствуют переданные в музыке эмоции «горящей души, одинокого мира и незабываемых воспоминаний». Мицуда и Като писали музыку, опираясь на принцип «немного звуков, но с глубоким смыслом».
Томохико Кира, сыгравший музыку для Xenogears, исполнил на гитаре вступительную и заключительную темы. Норико Митосэ, выбранная Масато Като, спела финальную песню «Radical Dreamers — The Unstolen Jewel». Рё Ямадзаки, программист синтезированных звуков из Square Enix, помогал Мицуде реализовать свои идеи с учётом звуковых возможностей PlayStation; в итоге, Мицуда был рад закончить хотя бы половину того, что планировал изначально. Некоторые песни напоминают звуковые дорожки из Radical Dreamers, например, Gale, Frozen Flame и Viper Mansion. Другие саундтреки содержат лейтмотивы из Chrono Trigger и Radical Dreamers. Мотив Far Promise ~ Dream Shore заметен в The Dream That Time Dreams и Voyage ~ Another World. Масато Като, наняв Норико Митосэ, столкнулся с внутренними разногласиями:

Лично на меня самое большое давление было из-за финальной песни. С самого начала работы над проектом я планировал вставить японскую песню в финальные титры, но проблемы была в том, «кто будет петь песню?» Люди из отдела PR сильно давили на меня, желая нанять кого-нибудь популярного и знаменитого, но я был против этой идеи.— Масато Като

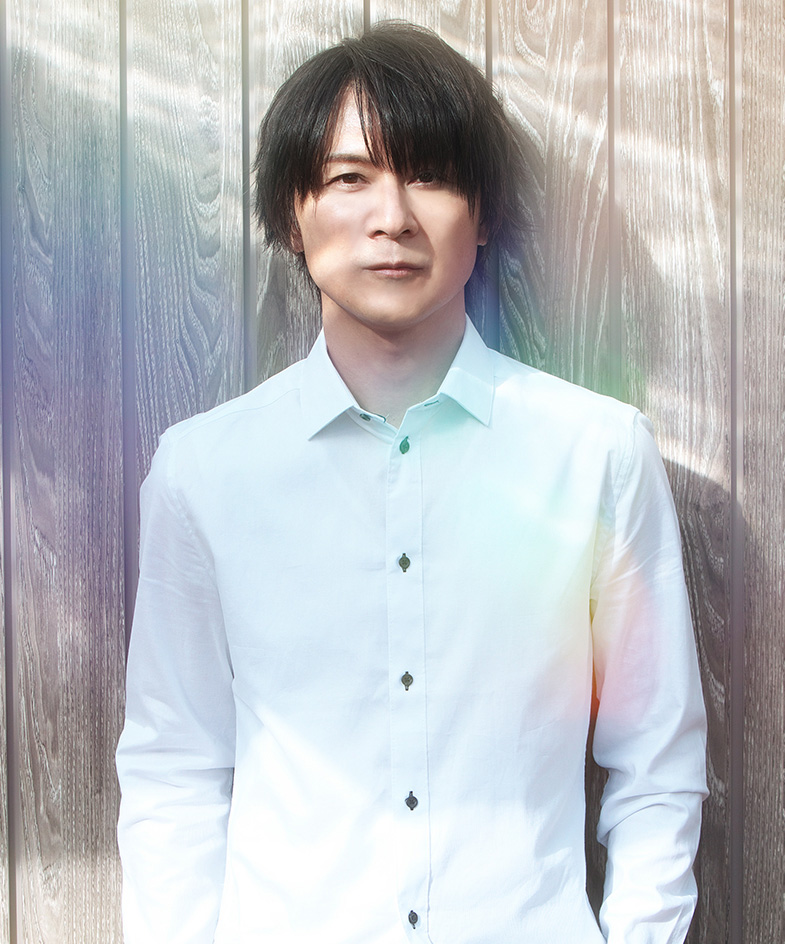
Ясунори Мицуда написал саундтрек к игре

Написание музыки заняло шесть месяцев. После завершения основной работы, Мицуда и Като попробовали поиграть в Chrono Cross, чтобы оценить свои собственные впечатления и посмотреть, как происходящие события сочетаются с саундтреком; слушая заключительную тему, Като расплакался. Игроки, которые заранее заказали игру, получили демодиск с пятью песнями и три диска, изданные Square с оригинальным японским саундтреком после выпуска игры. Звуковое сопровождение игры получило Золотой приз на конкурсе PlayStation Awards 2000 года. В 2005 году Square переиздала саундтрек ввиду его большой популярности. Ранее в этом же году Мицуда сообщил о готовящемся выходе альбома Chrono Cross, дата релиза которого была запланирована на июль 2005 года. Контракт Мицуды со Square давал ему полные права на владение саундтреком. Выпуск альбома, однако, был отложен, а на концерте Play! A Video Game Symphony в мае 2006 года он сообщил, что альбом будет также содержать акустическую музыку и увидит свет «в течение года», но затем перенёс дату на 2007 год. В январе 2009 Мицуда опубликовал один из треков на своём личном веб-сайте, сказав, что выход альбома планируется на десятую годовщину дебюта Chrono Cross. Музыка из Chrono Cross также была сыграна в сентябре 2009 на концертах Symphonic Fantasies, являющихся частью серии Symphonic Game Music Concert. В 2011 году Мицуда сделал ремикс трека «Dimension Break», который вошёл на благотворительный альбом Play For Japan. В этом же году заглавная тема игры «Time’s Scar» заняла первое место в чарте «Лучшая музыка для компьютерных игр всех времён» по версии Hardcore Gaming 101. В 2012 году трек «Time’s Scar» транслировался по Национальному публичному радио как пример классического саундтрека к игре.

## Продажи и отзывы
| Сводный рейтинг    | Сводный рейтинг                                                             |
| Агрегатор          | Оценка                                                                      |
| ------------------ | --------------------------------------------------------------------------- |
| GameRankings       | 92,28 %                                                                     |
| Metacritic         | 94 из 100                                                                   |
| MobyRank           | 90 из 100                                                                   |
| Иноязычные издания |                                                                             |
| Издание            | Оценка                                                                      |
| EGM                | 10/10/9,5                                                                   |
| Famitsu            | 36 из 40                                                                    |
| GameSpot           | 10,0                                                                        |
| IGN                | 9,7                                                                         |
| RPGFan             | 98 %                                                                        |
| HonestGamers       | 9 из 10                                                                     |
| Gamers Europe      | 9 из 10                                                                     |
| Thunderbolt        | 8 из 10                                                                     |
| Mad Gamers         | 9,5 из 10                                                                   |
| Original Gamer     | 9,9 из 10                                                                   |
| GamePro            | 4,5 из 5                                                                    |
| FFF                | 88 %                                                                        |
| Награды            |                                                                             |
| Издание            | Награда                                                                     |
| GameSpot           | Титул «Perfect 10» и первое место на конкурсе Console Game of the Year-2000 |
| IGN                | 89 место на конкурсе «100 лучших игр» 2008 года                             |

Chrono Cross была продана в количестве 850 000 копий в Японии и 650 000 копий за рубежом, а в США была переиздана как игра, получившая статус «Greatest Hit». В Японии она была включена в сборник Ultimate Hits для PlayStation. Также игра была переиздана для PlayStation Network 6 июля 2011 года в Японии и 8 ноября того же года в США. Критики высоко оценили замысловатый сюжет игры, инновационную систему битвы, уникальных персонажей, красивую графику и успех в создании игры, независимой от своего предшественника. Обозреватель RPGFan поставил игре общую оценку в 98 %, отметив интересный, нелинейный сюжет игры:

…Кроме того, в игре присутствует несколько вариантов развития сюжета: в зависимости от действий, которые ты предпринимаешь, с какими персонажами разговариваешь, можно по-разному выполнить основной квест. Это значит, что проходя игру второй или даже третий раз, ты можешь увидеть другой вариант развития событий. Не забудьте добавить ко всему этому впечатляющий сценарий, достойный любой RPG; периодически он бывает философским. И, конечно, в игре много, очень много отсылок к Chrono Trigger!— Обозреватель RPGFan
Electronic Gaming Monthly наградил Chrono Cross призом Gold Award, оценив игру в 10/10/9,5 по своей системе оценок, которые выставляют три обозревателя. GameSpot наградил игру титулом perfect 10. Chrono Cross оказалась одной из семи игр, получившей такой титул, среди 40 000 игр, указанных на GameSpot как кандидаты на награждение. Кроме того, GameSpot присвоил Chrono Cross первое место на конкурсе Console Game of the Year Award в 2000 году. Обозреватель GameSpot высоко оценил необычную систему битвы в игре и персонажей, каждый из которых имеет уникальный характер и «имеет свою собственную историю». «Каждый герой красиво нарисован, превосходно анимирован и имеет три уникальные „техники“. Есть даже специальные мини-квесты для получения „техник“ некоторых персонажей!», — пишет Эндрю Вестал, обозреватель GameSpot.
IGN поставил игре оценку 9,7; кроме того, Cross оказался на 89 месте их чарта «100 лучших игр» 2008 года. Обозреватель IGN назвал игру «одной из тех немногих игр, в которых сочетаются все качества, позволяющие ей стать по-настоящему запоминающейся RPG», отметив также прекрасный сюжет и красочных персонажей. Качество графики в игре, по мнению обозревателя, также на высоте.
Журнал Famitsu оценил игру суммарно в 36 баллов из 40 возможных, учитывая оценки четырёх обозревателей. В июле 2007 года Game Rankings поставил Chrono Cross оценку в 92 %.
Обозреватели отметили, что недостатками игры являются расплывчатая концовка, некоторые неясные моменты в сюжете, проблемы с целостностью истории. RPGFan называет сюжет превосходным, но отмечает, что периодически «довольно сложно догадаться, что делать дальше; придётся долго разговаривать с другими персонажами, бегая по карте мира, чтобы понять, какова же следующая задача». Обозреватель Thunderbolt пишет о сюжете:

…К концу игры заметно явное переполнение сюжетной информацией. Прямо перед последним боссом приходится читать параграф за параграфом, в которых описываются события, не объясняющиеся ранее. Это напомнило мне фильм Матрица: Перезагрузка, при создании которого сценаристы были настолько ленивы, что сделали одну длинную и скучную сцену, которая закрывает сюжетные дыры. Я ещё могу понять это в фильме, ведь он ограничен временными рамками, но для RPG это совершенно неприемлемо. У Square было более 30 часов, чтобы всё объяснить, а они откладывают объяснения до самой последней минуты…— Энтони Кэрдж, обозреватель Thunderbolt
Кроме того, рецензент Thuderbolt называет персонажей игры «ещё одним недостатком». «Их более сорока, но лишь часть из них действительно представляется как личность», — утверждает Энтони Кэрдж.
Обозреватель IGN также назвал саундтрек к игре «самым слабым местом Chrono Cross»:

Одно из замечаний касается саундтрека к игре. В целом, он хорош, но нет ни одного трека, который можно назвать запоминающимся. В большинстве других саундтреков для выдающихся RPG можно выделить несколько композиций, которые звучат гораздо лучше других; но здесь это не так. Музыка, в целом, хорошая, за исключением, пожалуй, музыки в битве — она может показаться скучной и не слишком вдохновляющей. Тем не менее, ни один трек не может сравнится с композициями из других великих RPG, таких как Xenogears или Final Fantasy.— Дэвид Здирко, обозреватель IGN
Реакция фанатов была очень позитивной, хотя некоторые жаловались, что игра мало связана со своей предшественницей, Chrono Trigger; Cross нарушила преемственность, так как было введено гораздо больше персонажей, уменьшено количество двойных и тройных техник, в сюжете гораздо меньше фигурировала тема путешествий во времени, персонажи и места из Trigger упоминались очень редко. Продюсер Хиромити Танака и директор Масато Като прекрасно знали о готовящихся изменениях; они хотели создать игру, производящую иное впечатление, чем Chrono Trigger. Като не понравились подобные заявления, и он поинтересовался, что значит Chrono для этих фанатов и действительно ли смысл его заявлений «дошёл до них». Он добавил также, что «Cross без сомнения является игрой серии Chrono высшего качества (не буду говорить, что самой лучшей, но, тем не менее). Если вы не можете принять это, то, к сожалению, ваше представление о Chrono и моё совершенно различно. Но, тем не менее, я должен сказать вам спасибо за столь большую любовь к Trigger». Танака добавил: «Конечно, фанаты игры-предшественницы очень важны для нас, но какие же могут появиться нововведения, когда ты прикован к прошлому? Я уверен, что геймплей должен развиваться по мере развития аппаратного обеспечения».
В одном из интервью с Масато Като один из фанатов заметил, что Chrono Cross направлен «против расизма», приведя в качестве примера то, как Серж, по сюжету, помогает полулюдям обрести свободу. Сценарист ответил, что действительно «думал об отношениях между людьми […] и рад, что игра приводит к собственным размышлениям на эти темы». Некоторые фанаты даже утверждали, что в замысле серии Chrono прослеживаются параллели с библейскими сюжетами; однако Масато Като опроверг это, сказав, что «вовсе не думал о Библии, когда писал сценарий».

## Продолжения

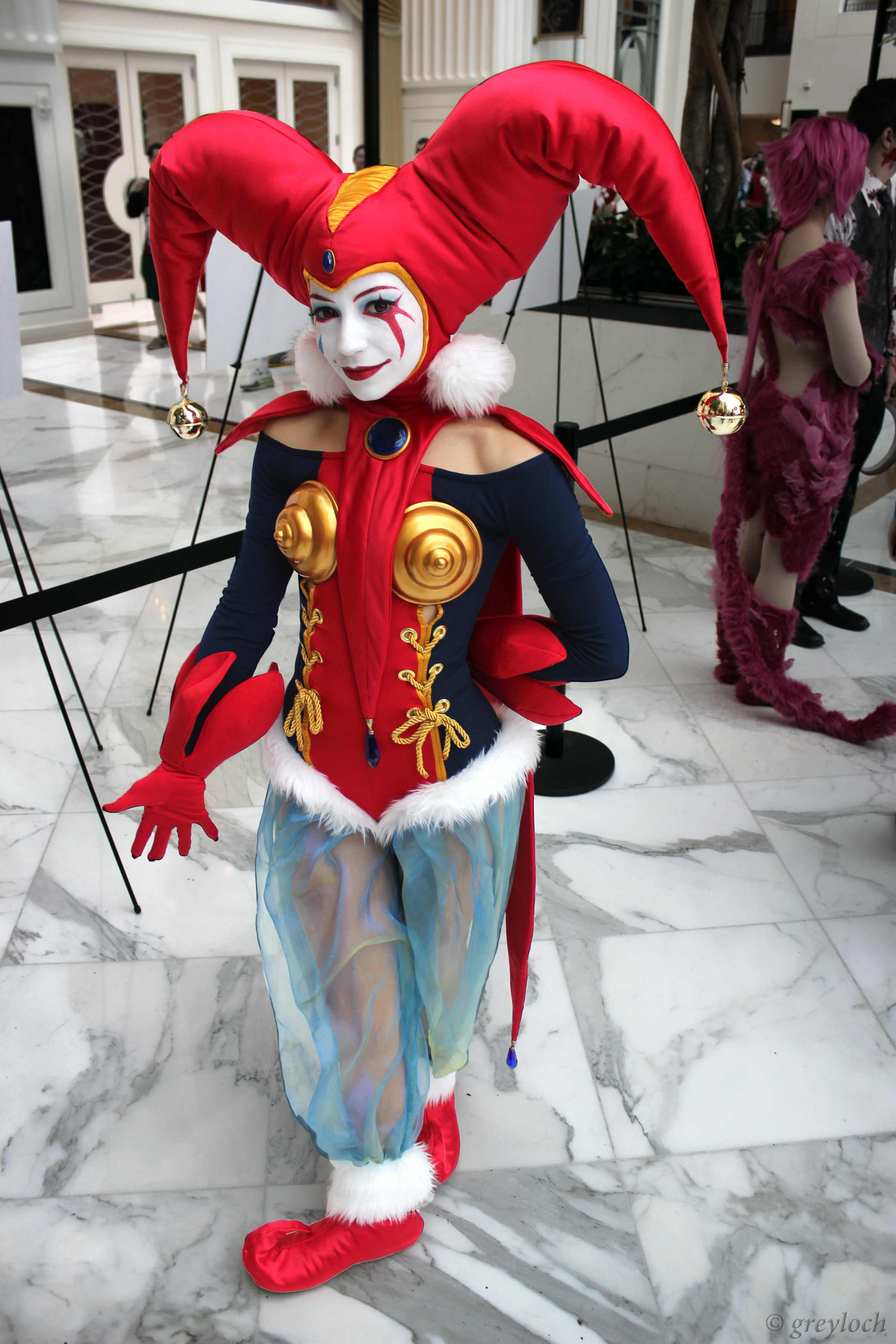
Косплей Арле

На данный момент не запланировано продолжения серии Chrono. В 2001 году Хиронобу Сакагути сообщил, что сотрудники компании планируют создать новую игру серии и уже обсуждают идеи для сценария. Хотя Масато Като и был заинтересован в создании продолжения, проекту так и не был дан зелёный свет. Впоследствии Square зарегистрировала торговую марку Chrono Break в США и Chrono Brake в Японии, вызвав новые слухи о продолжении серии. Однако оно так и не было выпущено, а срок действия торговых марок истёк 13 ноября 2003 года в США и 26 июля 2012 года в Японии. Через несколько лет Като вернулся к работе над Children of Mana и Dawn of Mana. Композитор Ясунори Мицуда, написавший музыку для прошлых игр серии, также выразил интерес относительного создания саундтрека для новой игры серии Chrono, однако он отметил, что с созданием новой игры серии и участии в этом проекте Масато Като «связано много политических моментов». В сентябре 2005 года Като и Мицуда вновь объединились, чтобы создать игру под названием Deep Labyrinth для консоли Nintendo DS. Февральский выпуск журнала Game Informer за 2008 год присвоил серии Chrono восьмое место в конкурсе «Десять лучших сиквелов», назвав игры серии «лучшими в каталоге Square Enix» и спрашивая «что за проклятая задержка?!». В журнале Electronic Gaming Monthly за июнь 2008 года («Ретро выпуск») журналист Джереми Периш охарактеризовал Chrono как одну из главных видеоигр, продолжения для которой фанаты ждут больше всего. В майском выпуске журнала Famitsu 2009 года Chrono занял 14-е место из возможных 50 в читательском голосовании за самое ожидаемое продолжение серии. На выставке Electronic Entertainment Expo 2009 года вице-президент Синдзи Хасимото заметил: «Если люди хотят продолжения, то они должны покупать больше!».

### Компендиумы
- Chrono Center (яп.) — крупнейший японоязычный ресурс по Chrono Cross и другим играм серии.
- Chrono Compendium (англ.) — крупнейший англоязычный ресурс по Chrono Cross и другим играм серии.

### Другие ресурсы
- RPG Dreamer (англ.) — скриншоты, музыка из игры, полное прохождение (архив Интернета)
- Final Fantasy Forever (рус.) — информация об игре, обзоры и интервью на русском языке
- SquareFaction (рус.) — информация об игре